# Casciana Terme
Casciana Terme – miejscowość i gmina we Włoszech, w regionie Toskania, w prowincji Piza.
Według danych na rok 2004 gminę zamieszkuje 3538 osób, 98,3 os./km².